# تاجموت
تاجموت بلدية من بلديات ولاية الأغواط، تقع على بعد 48 كم في شمال غرب مدينة الأغواط، يحدها شمالا ولاية الجلفة، وجنوبا الحويطة والخنق، وغربا عين ماضي ووادي مزي ووادي مرة وسيدي بوزيد والبيضاء، وشرقا سيدي مخلوف والأغواط.
تعتبر تاجموت ثالث تجمع سكاني بعد بلدية الأغواط وبلدية آفلو، انبثقت عن التقسيم الإداري لسنة 1984، وتتربع على مساحة إجمالية قدرها 620 كلم مربع وكانت في القديم نقطة عبور حيث تمر مختلف القوافل القادمة من الجنوب والمتجهة نحو الشمال، كما أن مساحتها تمتد نحو الحدود مع ولاية تيارت في النقطة الحدودية المسماة بمنطقة حسيان الذيب، يبلغ عدد سكانها حوالي 26846 نسمة، حيث يتمركز 81.60% من إجمالي السكان بمقر البلدية و 6.89% بمنطقة الحاجب التابعة للبلدية إقليميا وإداريا والمتواجدة على الطريق الوطني رقم 23، في حين تتوزع 11.51% ما بين بدو رحل وعمال المقيمين قانونيا في الورشات الصناعية على أرض البلدية.
وتتوفرالبلدية عدة تجمعات سكانية من بينها وأبرزها: الحاجب التي تعتبر أكبر تجمع سكاني خارج مقر البلدية وكذالك الجقجيقة والحطيبة ومسكة ويتعمد معظم سكانها على الفلاحة وتربية جميع أنواع المواشي مثل مزرعة النمير الطاهر الموروثة من حقبة الاستعمار.

## أصل التسمية
وترجع تسمية تاجموت إلى عدة روايات نقدم منها مايلي:
- تقول بعض الروايات أن كلمة تاجموت تعود إلى أن قصر تاجموت كانت توجد بها ملكة وكانت طاغية وكلما أرادت أن تعدم أحد من سكان هذا القصر تضع على رأسها التاج في حفل بهيج تجمع فيه جميع سكان القصر ومن هنا اشتقت كلمة تاج -مــوت أي (تاجموت) وهذه الرواية قريبة منها إلى الخيال بعيدة عن الواقع.[بحاجة لمصدر]
- أما الرواية الأخرى والصادرة عن كتاب مقدمة ابن خلدون أن تاجموت هي عبارة عن كلمة رومانية الأصل مركبة تعنى الخط الأخضر أي تاج: الخط وموت: الأخضر نسبة إلى خط البساتين الذي يحاط بالقصر على شكل خط دائري.[بحاجة لمصدر]

## تاريخ
يرجع تارخ بلدية تاجموت إلى عدة عصور خلت فتعاقبت عليها عدة حضارات قبل الفتح الإسلامي وبمجيء الإسلام إلى المنطقة شهدت تاجموت قدوم الفاتحين الأوائل إذ كانت نقطة عبور بين الشرق والغرب.استقر بها أولاد يوسف ستة 950 م واسسوا القصر القديم وبنوا الجامع العتيق أول مسجد في تاجموت. كما قام السكان باستصلاح الأراضي الفلاحية بمحاذات وادي امزي وغرسوا الأشجار المثمرة.ولا زالت هذه البساتين قائمة إلى يومنا هذا شاهدة على قيام حضارة مدنية. متمثلة في البساتين المشكلة على هيئة هلال والقصر القديم يتوسطها كالنجمة.

## جغرافيا

### موقع
| ولاية الجلفة | البيضاء | سيدي بوزيد (الأغواط)           |
| سيدي مخلوف   | إسم ؟   | وادي مرة ، وادي مزي ، عين ماضي |
| الأغواط      | الخنق   | الحوايطة                       |

## المسؤلين المحليين
قبل الاحتلال الفرنسي تسيير القياد. أثناء الاحتلال إلى غاية الثورة نفس التسيير اشهرهم القايد التيني القايد التاوتي آخرهم ديقردي. أثناء الثورة رابحي عطا الله خلفه حمية أحمد. بداية الاستقلال كريبع محمد خلفه بلهوشات العقون من سنة 1965 إلى سنة 1984 تابعة لبلدية الأغواط. من ستة 1985 إلى سنة 1990 السيد الحاج قدور محروق الراس عن حزب جبهة التحرير الوطني أثناء حكم الحزب الواحد. من سنة 1990 إلى سنة 1992 السيد علالي عطا الله عن الجبهة الإسلامية للإنقاذ أول انتخابات محلية تعددية. من سنة 1992 إلى سنة 1997 قدور كعباش رئس المندوبية التنفيذية. من سنة 1997 إلى سنة 2002 قدور كعباش عن التجمع الوطني الديمقراطي. من سنة 2002 إلى سنة 2005 امحمد لخذاري والسيد بوديسة امجلد مكلفين بتسيير شؤون البلدية. من سنة 2005 إلى سنة 2007 عويسي محمد عن حزب عهد 54. من سنة 2007 إلى سنة 2012 السيد عويسي محمد عن حركة مجتمع السلم. من سنة 2012 إلى سنة 2017 السيد لجواد عطا الله عن جبهة الجزائر الجديدة. من سنة 2017 السيد قاسمي بلحوت عن حزب جبهة التحرير الوطني عن حزب جبهة التحرير الوطني..

## الزراعة
أهم ما يمكن ان يميز بلدية تاجموت من الناحية الزراعية هو احتوائها على السد الباطني المصنف في أفريقيا من الأوائل وهو من مخلفات الحقبة الإستعمارية بحيث يصب مائه عبر سواقي متقنة الصنع بحيث يمر الماء بدون استعمال كهرباء أو وقود ويذهب مباشر لسقي منطقتين هامتين هما منطقة البساتين المحاذية لوادي مزي والتي تحيط با البنيان على شكل هلال والمنطقة المسمات مزرعة النيمير الطاهر والتي هي الأخرى من مخلفات الإستعمار الفرنسي بحيث يتم سقي هاتين المنطقتين بنظام سقي متقن بالزمان وبالترتيب يسمى بالدارجة (الدور) أي لكل دوره في السقي. وتحتوي هذه البساتين على العديد من الأشجار المثمرة مثل الرمان والمشمش والتين بأنواعه والعنب...الخ. غير ان السنوات الأخيرة لاحظنا نقص كبير في هذا القطاع بسبب ترك العديد من الباستين دون سقي مما أدى إلى إتلافها وأصبحت أراضي بور.

## السد الجوفي بتاجموت

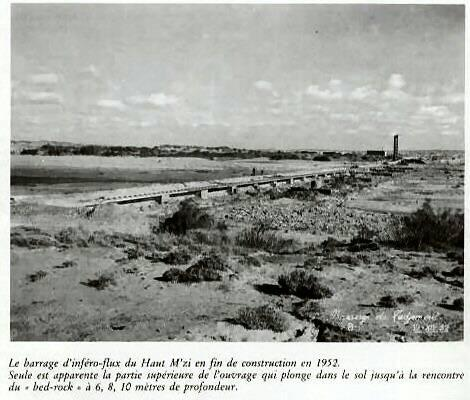
سد تاجمونت أثناء الانتهاء من انجازه عام 1952

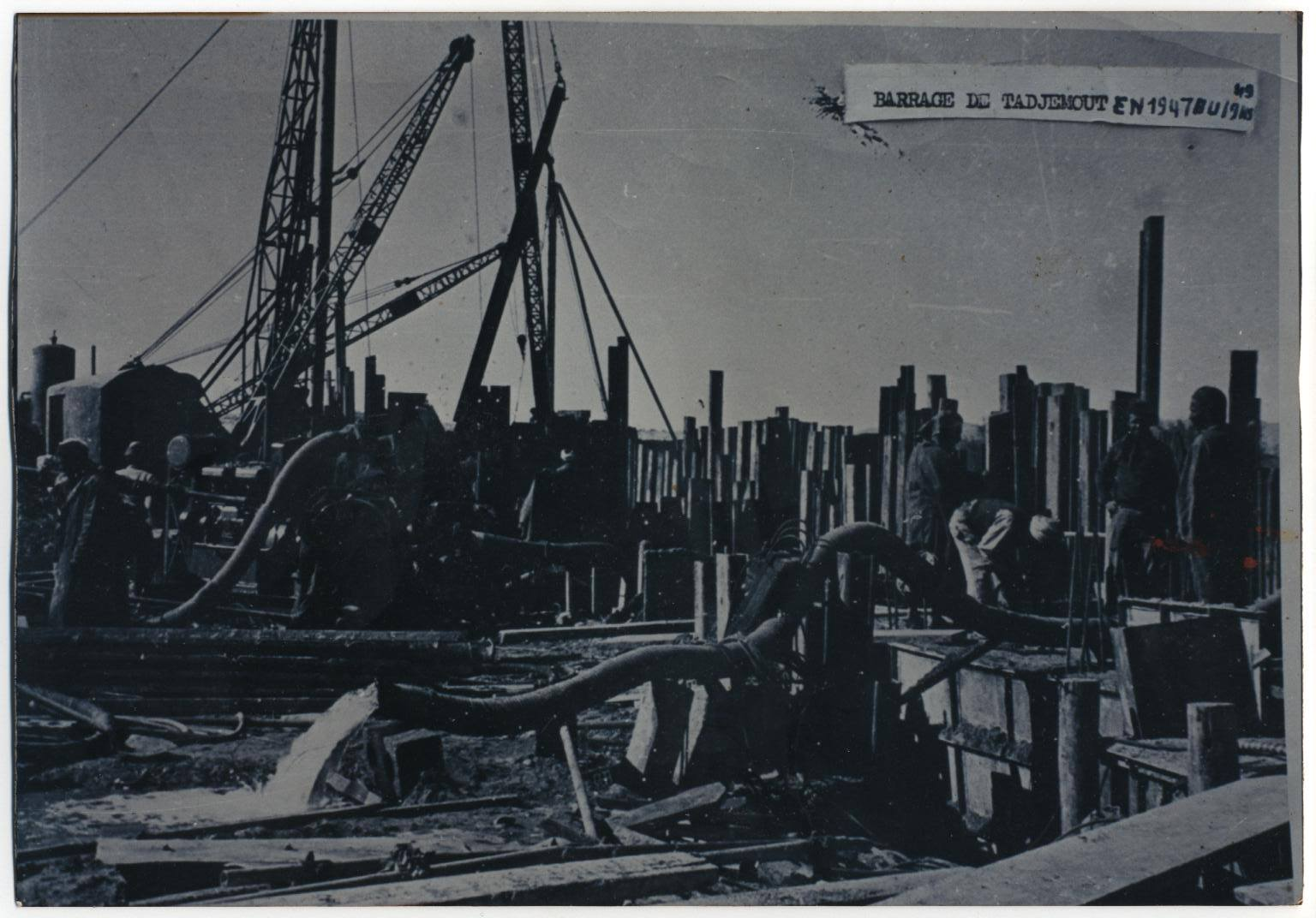
سد تاجمونت أثناء الانجاز عام 1947

في سنة 1947م بالضبط انطلق انجاز أول سد باطني فريد من نوعه على مستوى الجزائر وإفريقيا على وجه العموم، حيث أشرفت على بنائه شركة مختلطة ألمانية / فرنسية بسواعد جزائرية. هذه النوعية من السدود، التي قام مهندس ألماني آنذاك بوضع هذه التجربة في ثلاث مناطق من العالم (الأول بأمريكا الجنوبية وبالضبط بالميكسيك والثاني بالقارة الأفريقية بالجزائر (تاجموت) والثالث بالقارة الاسيوية بأفغانستان)[بحاجة لمصدر]، أنها تقوم بتخزين المياه بباطن الأرض عكس السدود المتعارف عليها، وذلك لعدة عوامل مشتركة والمتمثلة في المناخ شبه الصحراوي لأن السدود العادية تتعرض للتبخر ولا تحتفظ بطاقتها الإنتاجية مدة أطول وخاصة اثناء سنوات الجفاف عكس السدود الباطنية التي لا تتأثر بالعوامل المختلفة.
أما سد تاجموت الجوفي فقد انطلق بصفة رسمية بداية الخمسينيات وذلك بطاقة إنتاجية قدرت بـ 500 لتر في الثانية لتمويل المزرعة النموذجية بثلث طاقته الإنتاجية و1/3 لتمويل بساتين تاجموت.
منطقة السد صارت مقصدُا سياحيًا خاصة في موسم الأمطار.
في 2020، سُلم السد الجوفي للوكالة الوطنية للسدود من أجل إعادة تهيئته.